# Karl Rösner
Karl Rösner (Carl Roesner) (Beč, 19. lipnja 1804. – Steyr, 13. srpnja 1869.) bečki je arhitekt.

## Životopis
Studirao je arhitekturu na Akademiji likovnih umjetnosti u Beču. Jedan je od prvaka romantizma u arhitekturi toga grada i ostatka Habsburške Monarhije. Projektirao brojne sakralne građevine po cijeloj Monarhiji, u Beču, Pragu, Kaloči. Radio je dosta i u Hrvatskoj. Autor je projekta po kojemu je započelo izvođenje đakovačke katedrale 1866. godine. Projektirao je i nadogradnju dvorca knezova Odescalchi u Iloku 1839. godine.